# Manuel Prado Pérez-Rosas

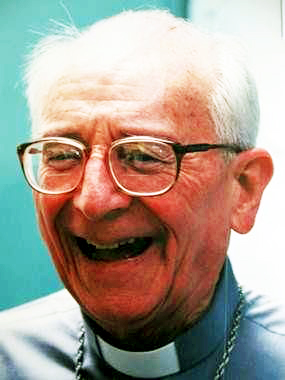
Manuel Prado Pérez-Rosas

Manuel Prado Pérez-Rosas SJ (* 26. Mai 1923 in Lima; † 9. Oktober 2011 in Huachipa/Lima) war ein peruanischer Geistlicher und römisch-katholischer Erzbischof von Trujillo.

## Leben
Manuel Prado Pérez-Rosas trat der Ordensgemeinschaft der Jesuiten bei und empfing am 13. Juli 1956 die Priesterweihe. Er war langjähriger Novizenmeister des Ordenshauses in Huachipa und Rektor des Colegio San José de Arequipa, später Pfarrer in San Ignacio de Piura. Er war Hochschulpfarrer der Grupo Universitario Católico (Gruca) der Stadt Trujillo.
Papst Paul VI. ernannte ihn am 7. September 1970 zum Bischof von Chachapoyas. Der Erzbischof von Lima Juan Kardinal Landázuri Ricketts OFM, spendete ihm am 7. Oktober 1970 die Bischofsweihe; Mitkonsekratoren waren Ricardo Durand Flórez SJ, Bischof von Cuzco, und Erasmo Hinojosa Hurtado, Erzbischof von Piura. Am 29. Dezember 1976 wurde er zum Erzbischof von Trujillo ernannt. Am 29. Juli 1999 nahm Papst Johannes Paul II. seinen altersbedingten Rücktritt an.

## Wirken
Er war nach dem Vaticanum II. wesentlich beteiligt an der Organisation der lateinamerikanischen Bischofskonferenzen in Puebla (1979) und Santo Domingo (1992). Er war Vizepräsident der peruanischen Bischofskonferenz und Präsident der Bischöflichen Kommission für Seminarien und Berufungspastoral. 2002 wurde ihm von der peruanischen Bischofskonferenz die Goldmedaille von Santo Toribio de Mogrovejo (Medalla de Oro de Santo Toribio de Mogrovejo) verliehen.
Er baute das Diözesanseminar San Carlos y San Marcelo wieder auf, das bis zu seinem Amtsantritt in Trujillo 12 Jahre lang geschlossen war; das Seminar wurde zu einem Modellseminar in Peru.
Prado hielt sich mehrmals und für längere Zeit an verschiedenen Orten im Erzbistum Trujillo auf. Insbesondere lebte er wegen der andauernden terroristischen Gewalt mit Lehrern und Bauern in Dörfern des Hochlandes Libertad wie Angasmarca, Cachicadán, Tulpo, Santiago de Chuco, Quiruvilca, Chuquisongo, Usquil, Otusco. Während der Cholera-Epidemie im Jahr 1991 stellte er der Regierung die gesamte Infrastruktur seiner Diözesaneinrichtungen zur Verfügung. Während der Militärdiktatur in den Jahren 1977 und 1980 setzte er sich für die Zivilbevölkerung ein.